# 六甲山荘
六甲山荘 （ろっこうさんそう）は兵庫県神戸市灘区の六甲山上の記念碑台の東、個人の山荘や企業の保養所などが集まるエリアにある歴史的建造物。
1934年（昭和9年）にヴォーリズ建築事務所の設計により、関西学院大学教授小寺敬一の山荘として建てられた。築70余年の山荘としては保存状態は極めて良好で、内外装とも建築当時の状態がほぼ保たれており、歴史的文化的建築的価値の高い建造物として評価されている。
個人の所有を経て甲南女子大学の保養所として活用されていたが、2005年7月からは芦屋市NPO法人アメニティ2000協会により管理されている。

## 建築概要
避暑を目的としているため、IFリビングルーム北側の窓は多くの光を取り込むように多く大きく設計されており、芝生庭園とテラスも北側に設けられている。
南側の前庭は光を遮るように鬱蒼とした自然林に覆われている。
- 設計 - ヴォーリズ建築事務所
- 竣工 - 1934年
- 構造 - 木造、地上1階建
- 間取り - リビング、食堂、洋室4、和室1、浴室、厨房ほか
- 敷地面積 - 5824.83m2
- 延床面積 - 263.99m2
- 所在地 - 〒657-0101 兵庫県神戸市灘区六甲山町

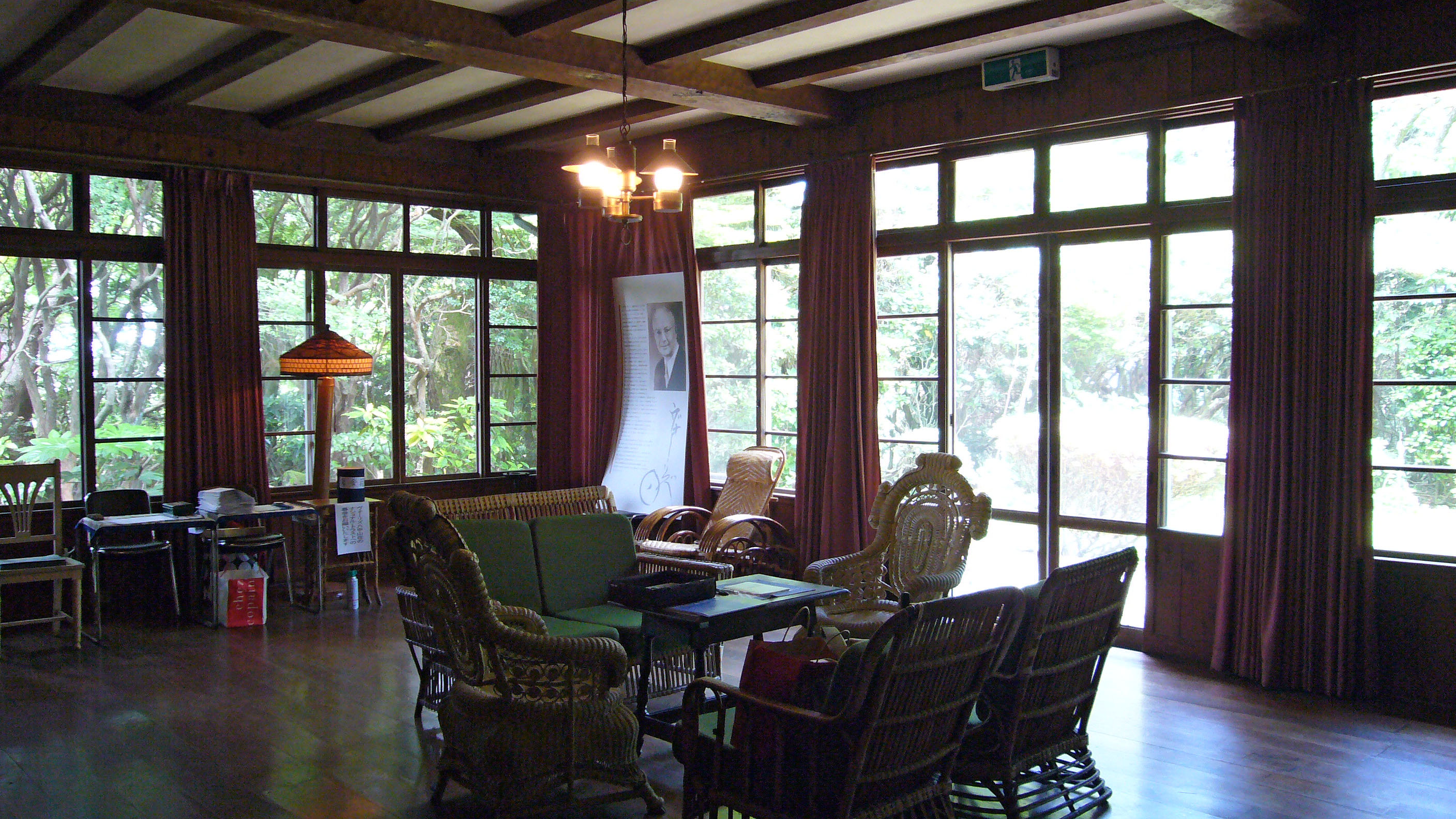
1Fリビング
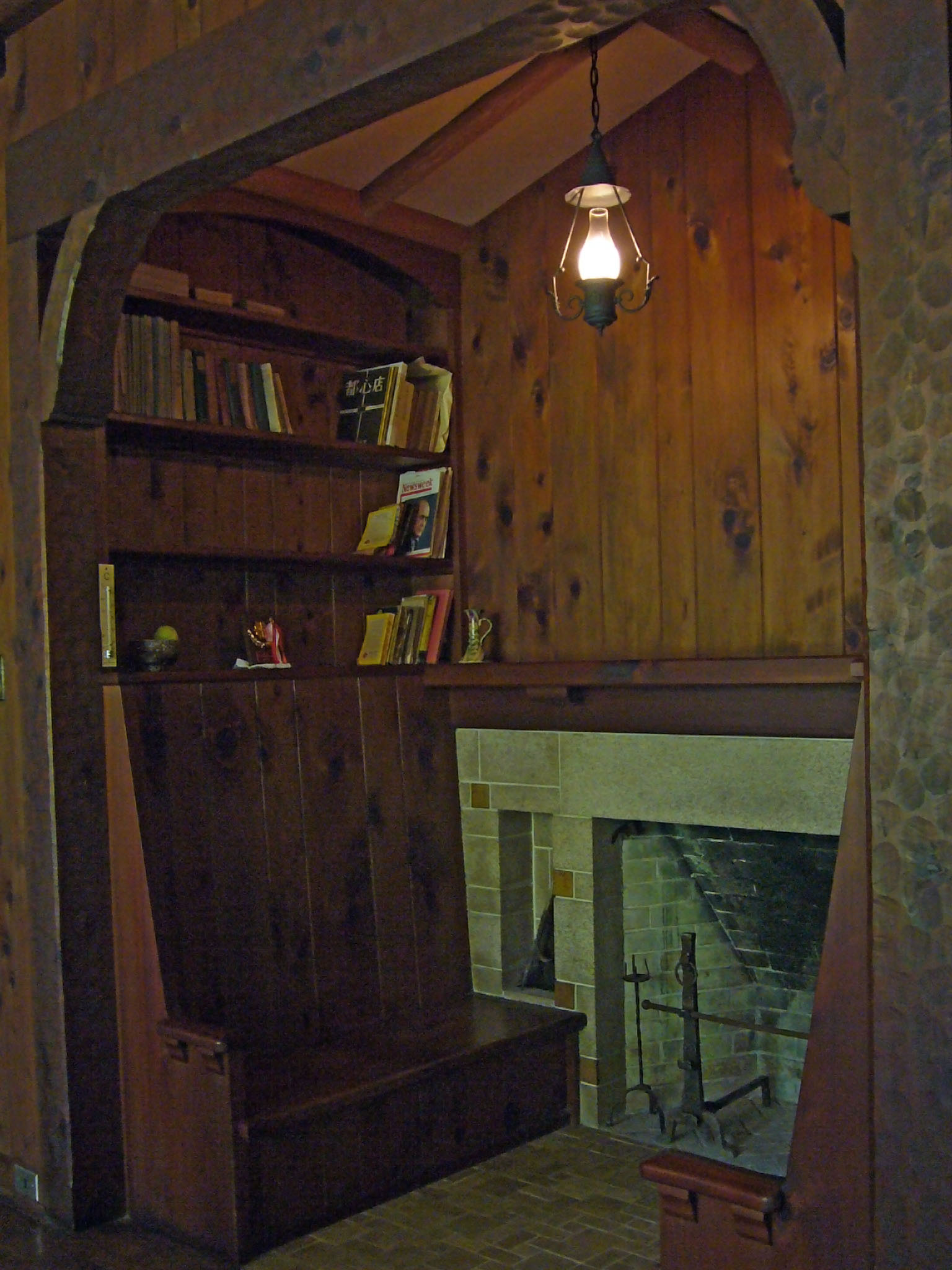
暖炉
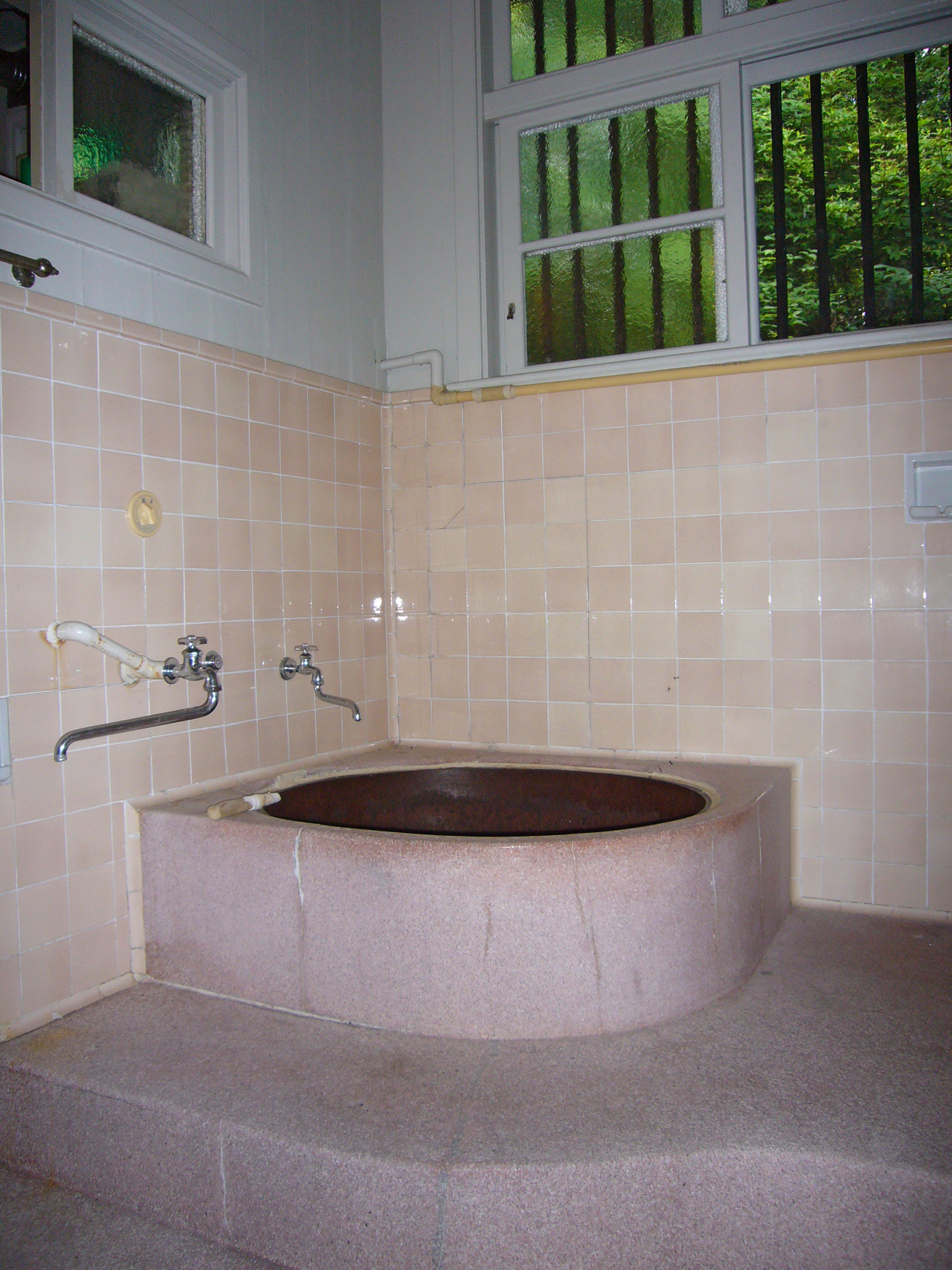
風呂場

## 交通アクセス
- 六甲ケーブル「六甲山上駅」から六甲山上バス「オルゴール館前」下車、徒歩5分